# Arxiu del Monestir de Santa Maria de Vallbona de les Monges
L'Arxiu del Monestir de Santa Maria de Vallbona de les Monges (AMVM) és l'arxiu eclesiàstic custodia la documentació produïda per la comunitat cistercenca de l'Abadia de Santa Maria de Vallbona, formant part de l'actual municipi de Vallbona de les Monges, a la comarca de l'Urgell.

## Història
L'arxiu tal com resta avui, és part de la feina iniciada durant els anys setanta per part de la comunitat. Aquesta tasca consistí sobretot a traslladar l'arxiu a una nova ubicació de la primera planta del monestir, i a realitzar un nou inventari que durà del 1985 fins al 1988, i que es publicà el 1992 dins la col·lecció dels Catàlegs-inventaris d'arxius eclesiàstics de Catalunya, volum 8. L'arxiu roman en aquestes condicions des dels últims vint anys, sense alteracions.

## Orígens
S'ignora on era situat l'arxiu monàstic durant els períodes històrics més reculats de l'arxiu, atès que el monestir és fundat durant el segle xii. Se sap que l'armarium (biblioteca monàstica) estava emportat en el mur de la nau de la col·locació del claustre, però és inversemblant que en un indret tant de pas s'hi conservessin els documents i escriptures que acreditaven els privilegis i les propietats del monestir, redactats pels nombrosos notaris i escrivans que es relacionaven amb Vallbona. Ja el segle xii, Vallbona posseïa documents importants que convenia a la comunitat que es conservessin en un lloc segur, com serien, per exemple, les donacions del comte-rei Alfons I el Cast i la seva muller, la reina Sança, o bé de molts nobles i cavallers de la contrada, així com el diploma d'immunitat eclesiàstica concedit pel papa Innocenci III.
Entre les acaballes del segle xiii i començaments del XIV, ens consta que l'abadiat de Blanca d'Anglesola es preocupà de la conservació i ordenació de les escriptures de l'arxiu i en feu redactar un Còdex, avui desaparegut, però del que en tenim constància. I fins al segle xvii no es torna a tenir notícies referides a l'arxiu de Vallbona, quan l'abadessa Leocàdia de Ricart i de Cardona (1631-1657) demostrà preocupar-se pels documents del passat fent ordenar l'arxiu de nou, continuant el Còdex de Blanca d'Anglesola, segons en dona testimoniatge el manuscrit anomenat “Lo Aransel”.
Una fita important en la història de l'arxiu es produí quan el monestir tenia la seu vacant, i el presidia la priora Jerònima de Ribes. El 29 de novembre de 1713 començava a redactar-se el “Llibre Major”, conegut també com a “Índex Vell”, de l'arxiu. El redactor fou Marià de Boneu, inventariant tots els documents. Hi consta com arxivera la monja Peronella d'Areny i de Queral, la primera professora de Vallbona que ostenta aquest càrrec. Amb els anys s'han perdut molts documents importants de l'arxiu, per això l'Índex Vell constitueix un veritable tresor a l'hora de reconstruir l'organització arxivística de Santa Maria de Vallbona. Durant el segle xviii, P. Fermí de Fullola, monjo de Santes Creus i assessor jurídic de l'abadessa de Vallbona, estudià l'arxiu i inicià la redacció de l'anomenat “Índex Nou” de l'arxiu de Vabllona, de trets semblants a l'Índex Vell.
Per les notes recollides a l'Índex Nou es té constància que durant la revolta de 1868, l'abadessa Maria Isabel de Gallart i la comunitat decidiren amagar els tresors del monestir en la sitja d'una casa addicta del poble. A causa de la inestabilitat de l'època no gosaren recuperar-lo fins al 1876, comprovant que la majoria de robes i documents estaven destruïts per la humitat, quedant l'arxiu reduït a una tercera part.

## Segle XX
A partir del 1921, mossèn Francesc Bergadà i Solà, confessor de les monges de Vallbona i molt ben disposat a comprendre el passat i ajudar el monestir, es dedicà a una reordenació sistemàtica de l'arxiu, publicant diversos assaigs sobre la història del monestir.
Amb l'esclat de la Guerra Civil Espanyola l'estiu de 1936, l'arxiu fou salvat gràcies a l'interès i els esforços de les monges i d'algunes famílies de la vila de Vallbona i de pobles veïns. Més endavant s'aconseguí l'ajut de l'historiador Agustí Duran i Sanpere, Cap de la Secció d'Arxius del Servei de Patrimoni Històric, gràcies al qual l'arxiu de Vallbona fou dipositat al monestir de Poblet el 1937, i retornat al final de la guerra.
Acabada la Guerra Civil, es nomenà arxivera la Mare Mercè Nogareda i Espígol. A partir del 13 de gener de 1944 ocupà el càrrec d'arxivera D. Maria de la Serra Sabaté Garmendia, essent a la vegada responsable de la biblioteca.
Un fet important per a l'arxiu de Vallbona fou la realització de l'inventari dels còdexs, a càrrec del Dr. Josep Janini, amb la col·laboració del Dr. Xavier Ricomà, i l'oferiment del Dr. Batlle del material que havia recollit de l'Arxiu.

## Època contemporània
El 1972 l'arxiu és traslladat del lloc on es trobava a les instal·lacions del primer pis del cenobi, on actualment roman, i la comunitat aprofità per demanar a P. Agustí Alitsent, monjo del monestir de Poblet, que ordenés i classifiqués els documents. El 1977 fou nomenada arxivera la Germana Maria Isabel Navascués, i cal deixar constància de la tasca de datació d'alguns documents de l'arxiu per part del Dr. Josep Maria Sans i Travé, que fou director de l'Arxiu Nacional de Catalunya i aleshores cap del Servei d'Arxius de la Generalitat.
El gener de 1985, Carme Bello, juntament amb l'arxivera del monestir, la Germana Maria Isabel Navascués, van començar els treballs de preparació i redacció de l'inventari de l'arxiu. A partir del 1988 es va incorporar a aquesta tasca el Sr. Gener Gonzalvo i Bou, director de l'Arxiu Històric i Comarcal de l'Urgell (ACUR).

## Fons i instruments de descripció
Fins a l'inventari de l'arxiu de 1985, la documentació era custodiada en calaixos, sense cap ordenació sistemàtica, i plegats en dos o quatre plecs. El sistema per a reordenar les sèries ha estat el cronològic, dins de cada sèrie o subsèrie. L'arc cronològic de la documentació en paper comprèn des del segle xv fins al xix. També va ser necessari reconstruir la classificació originària de sèries i subsèries de l'arxiu de Vallbona, agrupades en un total de 20 seccions. La fitxa utilitzada consta d'un regest amb les dades mínimes imprescindibles. A cada unitat documental s'hi fa constatar el notari, escrivà o signant del document, quan aquest hi consta expressament. També s'hi anota la data i el redactor de les còpies, la llengua utilitzada, les mides del document en centímetres i la signatura. En el cas de la descripció d'un manuscrit, s'hi fa constar el títol original, l'enquadernació, foliació i altres dades complementàries. En tots els casos es deixa constància del deteriorament d'un document o volum. En el cas de sèries o subsèries que contenen molta informació reiterativa, com les agrupades en les seccions de correspondència o administració, s'agrupen en lligalls, que resten descrits en fitxa única a l'inventari. Les datacions s'han reduït al còmput i a les normes de la cronologia actual. L'inventari no ha estat informatitzat.

## Seccions de l'arxiu
1. Còdex i llibres litúrgics
2. Pergamins
3. Drets i privilegis
4. Vida comunitària
5. Cúria
6. Correspondència
7. Monestir
8. Culte
9. Cementiri
10. Farmàcia
11. Administració
12. Arrendaments i vendes
13. Propietats
14. Donacions
15. Amortització i desamortització
16. Plets
17. Fons diverses
18. Documentació notarial
19. Documentació diversa
20. Col·leccions